# Cúng dường

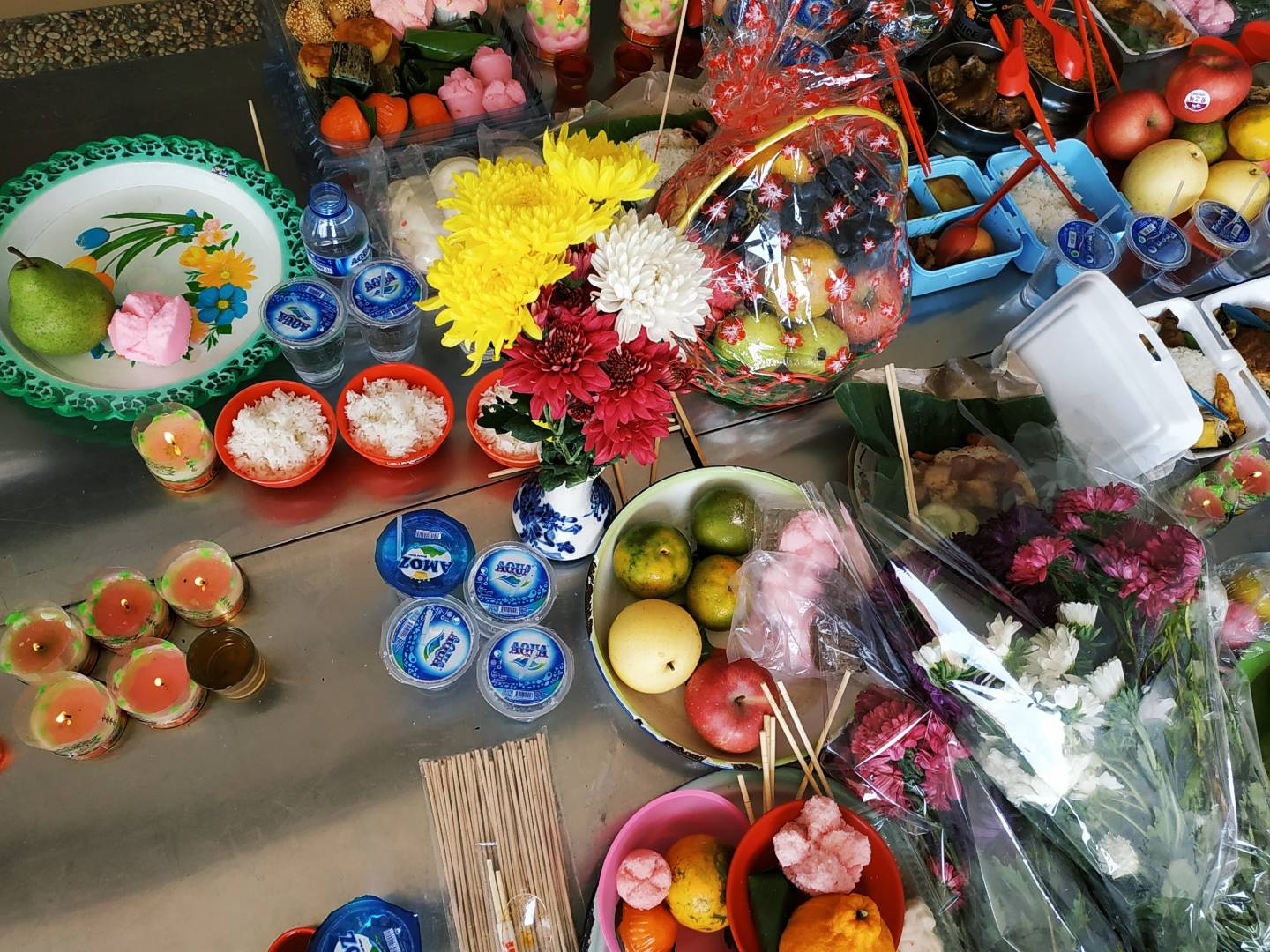
Đồ lễ cúng dường ở Bali

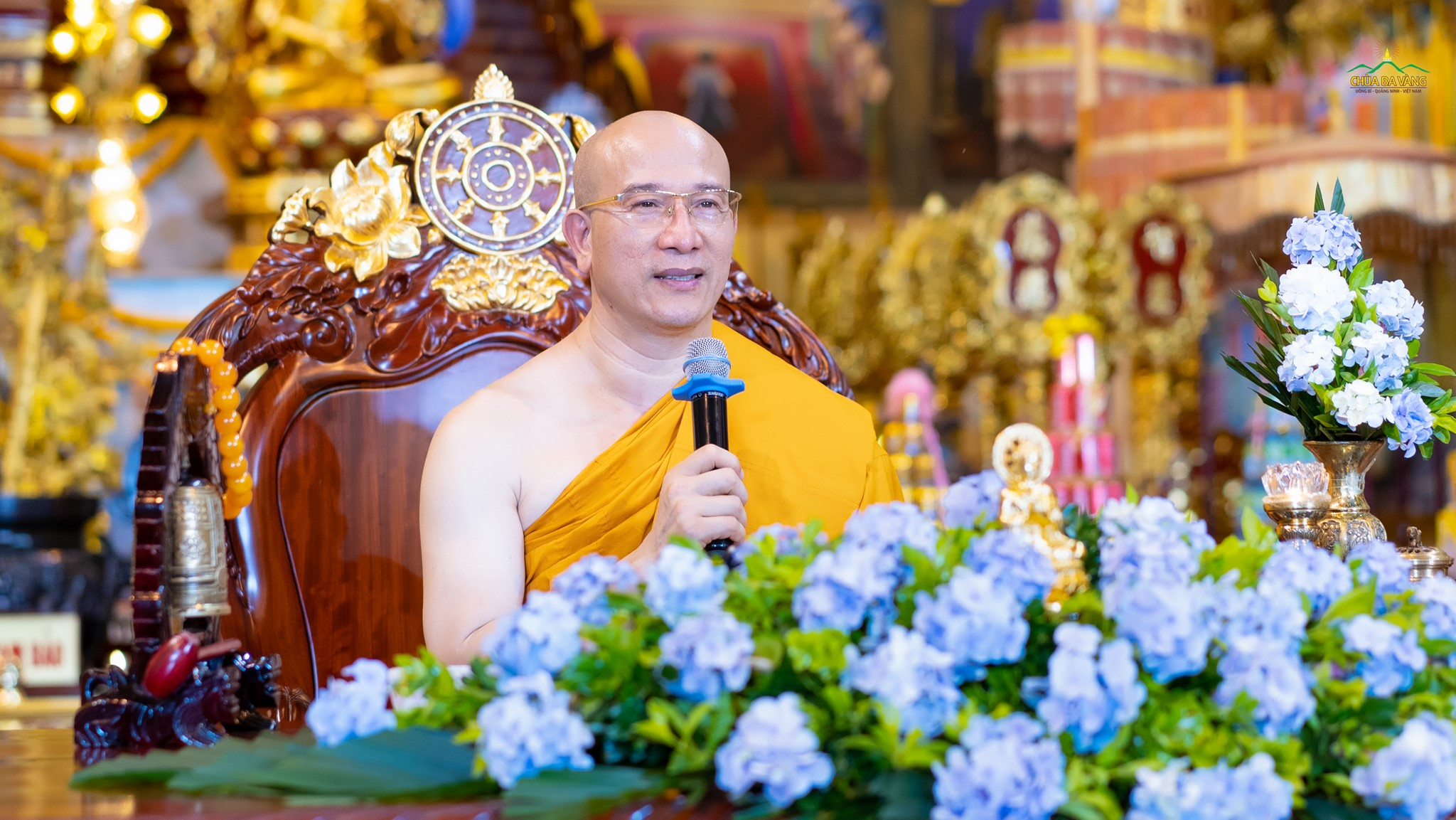
Trụ trì chùa Ba Vàng là Thích Trúc Thái Minh thuyết Pháp rằng "càng nghèo càng phải cúng dường để thoát nghèo", ông có hình ảnh nhận tiền được cho là phản cảm.

Cúng dường là dâng lễ vật tượng trưng lên Tam bảo nhằm bày tỏ lòng biết ơn và hồi hướng công đức. Đây là nghi thức đảnh lễ mang tính biểu tượng trong Phật giáo. Lễ vật cúng dường bao gồm những đồ vật đơn giản như một ngọn nến hoặc đèn, nhang (hương), hoa, thức ăn, nước uống, trái cây, giường chiếu, cờ phướn và các đồ dùng Phật giáo trang nghiêm khác. Lễ vật căn bản chỉ gồm nhang, đèn, thanh bông hoa quả, nước. Những lễ vật này thường đóng vai trò chuẩn bị cho các sư thiền định. Trong một số truyền thống, có hai loại lễ vật cúng dường lễ vật hoặc lòng nhiều tâm thảo (Amisa-puja/sakkara-puja) và hai là thực hành cúng dường, cũng có thể chắp tay lạy, quỳ hoặc đảnh lễ chư Phật, chư tăng gọi là "kính cúng dường" (敬供養) hay như việc truyền bá Phật pháp cho chúng sinh giúp họ thoát khổ gọi là "pháp cúng dường" (法供養). Trong khuôn khổ truyền thống Phật giáo về nghiệp và tái sinh, cúng dường dẫn đến tích công đức để có thể tái sinh tốt hơn trong luân hồi (Vattagamini-kusala) và hướng đến Niết Bàn, giải thoát khỏi khổ đau (Vivattagamini-kusala).
Trong Thiên Nam ngữ lục ngoại kỷ viết bằng chữ Nôm có câu: Hội rày sãi vãi tụng kinh cúng dàng (會𣈙仕娓誦经供養), cúng dàng có nghĩa là "dâng cúng, hiến cúng vật phẩm". Trong tiếng Hán thì từ dàng chính là dưỡng (養) còn âm khác là dường nên cúng dàng là cách nói trại của từ cúng dường (供養)  chứ không có nghĩa là cúng Trời. Do chư tăng đã thoát ly mọi điều kiện bên ngoài khi tu tập nên họ không thể tự chu cấp những vật dụng cần thiết cho cuộc sống mà cần sự trợ giúp của Phật tử nên giúp người khác tu hành là giúp người khác thành tựu, việc cúng dường là có công. Thường thì Phật tử dùng tiền để ủng hộ chư Tăng hoặc cúng dường trước tượng Phật. Trước đây, chư tăng không nhận tiền cúng dường (tiền công đức), sau khi Phật giáo Trung Quốc đời nhà Đường thực hiện hệ thống Thiền Lâm thì chư tăng có thể nhận tiền. Sau này ở Việt Nam còn có cơ chế chuyển khoản tiền công đức cúng dường cho thuận tiện và lợi cả đôi bên.

## Xem thêm

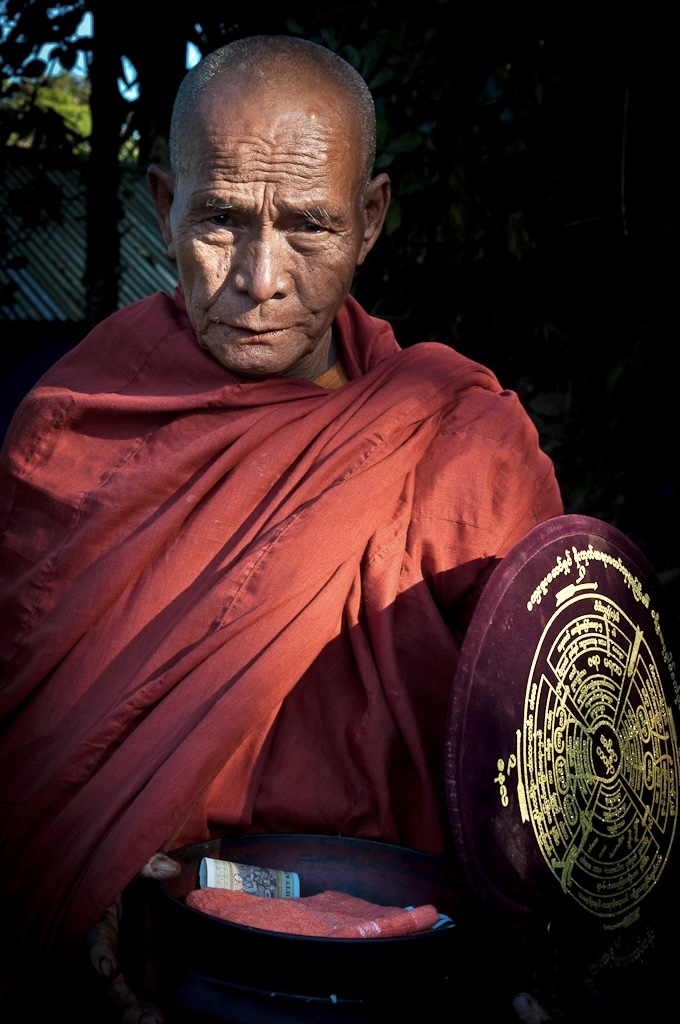
Một vị sư ở Miến Điện nhận cúng dường trong bát khất thực